# Armota
 (novembre 2017).
Armota (en arabe أرموطا) est un village situé dans la province d'Erbil, dans le nord de l'Irak. Il est peuplé majoritairement d'Assyriens.

## Géographie
Le village est situé dans le district de Koy Sanjaq (en), à environ 3 kilomètres à l'ouest de Koy Sanjaq, dans le Kurdistan irakien.

## Histoire
Le monastère assyrien d'Armota, construit au IVe siècle, est dynamité en 1988 par des soldats irakiens lors du génocide kurde. Il est par la suite restauré.